# Gumersindo de Azcárate
Gumersindo de Azcárate y Menéndez né en 1840 à León et mort en 1917 à Madrid, est un juriste, historien, philosophe, universitaire et homme politique espagnol. Il est l'oncle du diplomate Pablo de Azcárate.

## Biographie
Fils de Patricio de Azcárate Corral et Justa Menéndez Morán, il commence sa scolarité à León. Il étudie ensuite le droit à Oviedo, puis à Madrid où il est diplômé en 1862. 
Il se dédie exclusivement à l'activité universitaire à partir de 1873. 
En 1875, il est expulsé de l'Université centrale de Madrid par le ministre Manuel Orovio Echagüe, en raison de sa défense de la liberté académique. Ses collègues professeurs Francisco Giner de los Rios, Nicolás Salmerón, Emilio Castelar, entre autres, sont également bannis.
En 1876, il fonde, avec plusieurs intellectuels, l'Institution libre d'enseignement. Il réintègre l'université en 1881 et enseigne l'histoire du droit espagnol, le droit privé et le droit comparé.

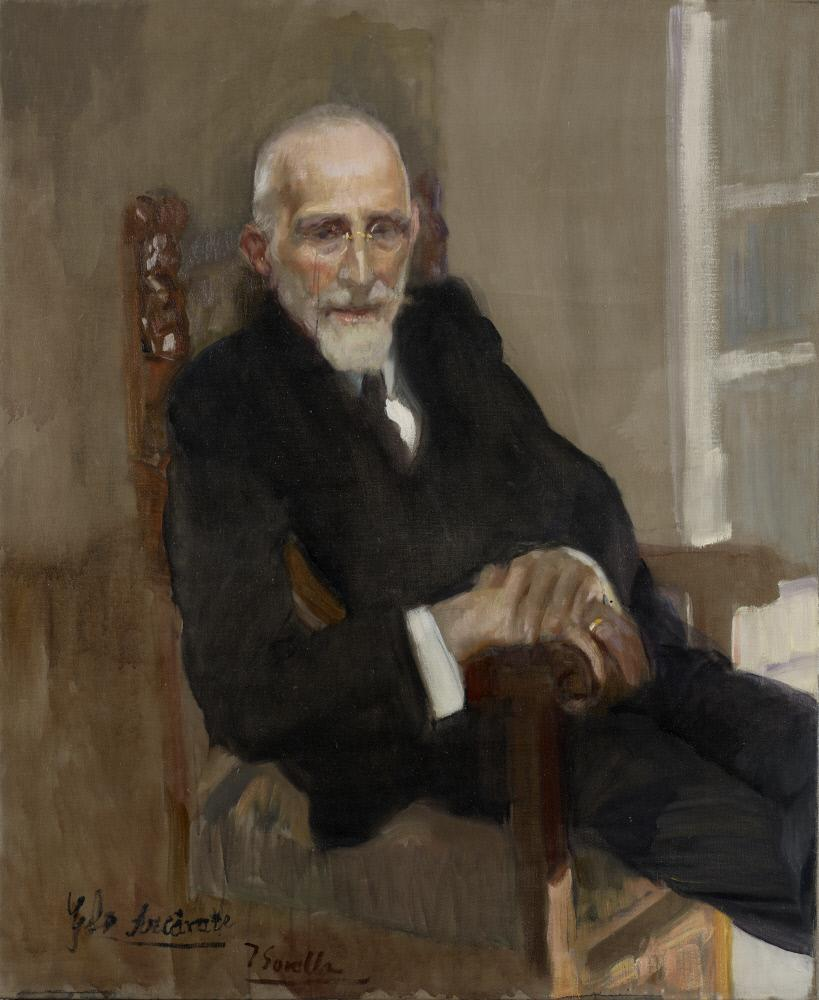
Gumersindo de Azcárate, 1917
Joaquín Sorolla
The Hispanic Society of America, New York

Gumersindo de Azcárate est membre de l'Académie royale d'histoire, comme Francisco Giner de los Ríos et Manuel Bartolomé Cossío.
Républicain et fidèle à ses convictions politiques, il est élu en 1886 député de León.
Il meurt à Madrid le 15 décembre 1917.  